# San Juan Lachao
San Juan Lachao es una localidad del estado mexicano de Oaxaca. Es cabecera del municipio de San Juan Lachao.

## Demografía
| Censo | Población |
| ----- | --------- |
| 1900  | 528       |
| 1910  | 649       |
| 1921  | 549       |
| 1930  | 584       |
| 1940  | 496       |
| 1950  | 764       |
| 1960  | 1358      |
| 1970  | 1288      |
| 1980  | 966       |
| 1990  | 947       |
| 1995  | 672       |
| 2000  | 1170      |
| 2005  | 1042      |
| 2010  | 1195      |
| 2020  | 1402      |